# Лонгерих, Петер
Петер Ло́нгерих (нем. Peter Longerich; род. 1955, Крефельд) — немецкий историк, специалист по Новейшему времени.

## Биография
В 1983 году Лонгерих защитил докторскую диссертацию у Герхарда А. Риттера в Мюнхенском университете. Его труд был посвящён деятельности пресс-отдела Министерства иностранных дел Германии при Риббентропе и его роли в национал-социалистической пропаганде.
В 1984—1989 годах Лонгерих работал сотрудником Института истории Новейшего времени в Мюнхене. В 2002—2003 годах был приглашён преподавать в Институте Фрица Бауэра, затем в 2003—2004 годах вёл исследования в центре исследований при Мемориальном музее холокоста в Вашингтоне. Является профессором Королевского колледжа Холлоуэй при Лондонском университете и заведует там Центром исследований Холокоста и истории XX века.
Петер Лонгерих является признанным специалистом по истории нацистской Германии и в особенности Холокоста.

## Труды
- Propagandisten im Krieg. Die Presseabteilung des Auswärtigen Amtes unter Ribbentrop. Oldenbourg, München 1987, ISBN 3486541110 (Studien zur Zeitgeschichte, Bd. 33).
- Die braunen Bataillone. Geschichte der SA. Beck, München 1989, ISBN 3406336248.
- Hitlers Stellvertreter. Führung der NSDAP und Kontrolle des Staatsapparates durch den Stab Heß und Bormanns Partei-Kanzlei. K.G. Saur, München 1992, ISBN 3598110812.
- Politik der Vernichtung. Eine Gesamtdarstellung der nationalsozialistischen Judenverfolgung. Piper, München 1998, ISBN 3492037550.
- Die Wannsee-Konferenz vom 20. Januar 1942. Planung und Beginn des Genozid an den Europäischen Juden. Ed. Hentrich, Berlin 1998, ISBN 3894682507
- Der Ungeschriebene Befehl. Hitler und der Weg zur «Endlösung». Piper, München 2001, ISBN 3492042953.
- «Davon haben wir nichts gewusst!» Die Deutschen und die Judenverfolgung 1933—1945. Siedler, München 2006, ISBN 3886808432.
- Heinrich Himmler: Eine Biographie. Siedler Verlag, München 2008, ISBN 978-3886808595.
- Goebbels. Biographie. Siedler Verlag, München 2010, ISBN 978-3-88680-887-8.
- Hitler. Biographie. Siedler, München 2015, ISBN 978-3-8275-0060-1.
- Wannseekonferenz. Der Weg zur „Endlösung“. Pantheon, München 2016, ISBN 978-3-570-55344-2.
- Die Ermordung der europäischen Juden. Eine umfassende Dokumentation des Holocaust. 2. Aufl., Piper, München 1989, ISBN 3492110606.
- Die Erste Republik: Dokumente zur Geschichte des Weimarer Staates. Piper, München 1992, ISBN 3492114296
- «Was ist des Deutschen Vaterland?» Dokumente zur Frage der deutschen Einheit. 4. Aufl., Piper, München 1996, ISBN 3492112692.
- Enzyklopädie des Holocaust. Vier Bände, Piper, München 1998, ISBN 3492227007.